# Rivière Beaver (Pennsylvanie)
Pour les articles homonymes, voir Rivière Beaver (homonymie), Beaver River et Beaver.
Pour les articles homonymes, voir Beaver.
La rivière Beaver ((en) Beaver River) est une rivière des États-Unis longue de 34 kilomètres, affluent de la rivière Ohio, donc un sous-affluent du Mississippi.

## Parcours
La rivière débute dans le comté de Lawrence à environ 5 kilomètres au sud-ouest de New Castle au confluent entre les rivières Mahoning et Shenango. Elle se dirige vers le sud, passe par les villes de Beaver Falls et New Brighton avant de se jeter dans la rivière Ohio au niveau de Rochester.

## Principaux affluents
- Mahoning
- Shenango
- Slippery Rock
- Connoquenessing